# Messia-sur-Sorne
Messia-sur-Sorne és un municipi francès situat al departament del Jura i a la regió de Borgonya - Franc Comtat. L'any 2007 tenia 839 habitants.

## Demografia

### Població
El 2007 la població de fet de Messia-sur-Sorne era de 839 persones. Hi havia 332 famílies de les quals 76 eren unipersonals (16 homes vivint sols i 60 dones vivint soles), 124 parelles sense fills, 100 parelles amb fills i 32 famílies monoparentals amb fills.
La població ha evolucionat segons el següent gràfic:
Habitants censats

### Habitatges
El 2007 hi havia 366 habitatges, 340 eren l'habitatge principal de la família, 8 eren segones residències i 18 estaven desocupats. 340 eren cases i 25 eren apartaments. Dels 340 habitatges principals, 280 estaven ocupats pels seus propietaris, 55 estaven llogats i ocupats pels llogaters i 5 estaven cedits a títol gratuït; 7 tenien dues cambres, 38 en tenien tres, 118 en tenien quatre i 177 en tenien cinc o més. 268 habitatges disposaven pel capbaix d'una plaça de pàrquing. A 141 habitatges hi havia un automòbil i a 166 n'hi havia dos o més.

### Piràmide de població
La piràmide de població per edats i sexe el 2009 era:
| Homes | Edats   | Dones |
| ----- | ------- | ----- |
| 0     | 95 o +  | 0     |
| 0     | 90 a 94 | 0     |
| 8     | 85 a 89 | 8     |
| 16    | 80 a 84 | 12    |
| 8     | 75 a 79 | 16    |
| 24    | 70 a 74 | 40    |
| 20    | 65 a 69 | 24    |
| 8     | 60 a 64 | 24    |
| 28    | 55 a 59 | 12    |
| 20    | 50 a 54 | 28    |
| 24    | 45 a 49 | 20    |
| 36    | 40 a 44 | 20    |
| 52    | 35 a 39 | 64    |
| 16    | 30 a 34 | 12    |
| 16    | 25 a 29 | 24    |
| 12    | 20 a 24 | 16    |
| 20    | 15 a 19 | 16    |
| 40    | 10 a 14 | 32    |
| 32    | 5 a 9   | 20    |
| 32    | 0 a 4   | 12    |

## Economia
El 2007 la població en edat de treballar era de 511 persones, 386 eren actives i 125 eren inactives. De les 386 persones actives 365 estaven ocupades (186 homes i 179 dones) i 21 estaven aturades (12 homes i 9 dones). De les 125 persones inactives 51 estaven jubilades, 42 estaven estudiant i 32 estaven classificades com a «altres inactius».

### Ingressos
El 2009 a Messia-sur-Sorne hi havia 340 unitats fiscals que integraven 849,5 persones, la mediana anual d'ingressos fiscals per persona era de 18.177 €.

### Activitats econòmiques
Dels 49 establiments que hi havia el 2007, 1 era d'una empresa extractiva, 1 d'una empresa alimentària, 5 d'empreses de fabricació d'altres productes industrials, 11 d'empreses de construcció, 13 d'empreses de comerç i reparació d'automòbils, 4 d'empreses de transport, 3 d'empreses d'hostatgeria i restauració, 2 d'empreses immobiliàries, 3 d'empreses de serveis, 2 d'entitats de l'administració pública i 4 d'empreses classificades com a «altres activitats de serveis».
Dels 12 establiments de servei als particulars que hi havia el 2009, 1 era una oficina de correu, 1 taller de reparació d'automòbils i de material agrícola, 2 paletes, 1 guixaire pintor, 2 lampisteries, 1 electricista, 1 perruqueria i 3 restaurants.
Dels 5 establiments comercials que hi havia el 2009, 1 era una botiga de menys de 120 m², 1 una fleca, 1 una sabateria i 2 botigues de mobles.
L'any 2000 a Messia-sur-Sorne hi havia 6 explotacions agrícoles.

## Equipaments sanitaris i escolars
L'únic equipament sanitari que hi havia el 2009 era una farmàcia.
El 2009 hi havia una escola elemental.

## Poblacions més properes
El següent diagrama mostra les poblacions més properes.